# Зурванизм
Зурванизм — предположительно философское течение в среде зороастрийских священнослужителей во времена Сасанидов, которым осуществляется попытка трактовки «Доктрины дуализма», 30-й ясны. Отличалось от основного зороастрийского направления — маздеизма — почитанием единого верховного божества Зервана (Зурвана), олицетворения бесконечного пространства и времени, породившего братьев-близнецов Ахура Мазду и Ангра-Майнью.
О зурванизме писали, кроме названого выше М. Элиаде, также Ж. Дармстеттер, Г. Нюберг, Э. Бенвенист, М. Бойс, Р. Зенер.